# Hotel Salvation
 (novembre 2018).
Le contenu est difficilement compréhensible vu les erreurs de traduction, qui sont peut-être dues à l'utilisation d'un logiciel de traduction automatique.

Hotel Salvation (Mukti Bhawanen Inde,) est un film indien écrit et réalisé en 2016 par Shubhashish Bhutiani (en),, et produit par Sanjay Bhutiani,. Le film est une comédie dramatique sur un fils amené à quitter son travail pour accompagner son père âgé dans la ville sainte (en hindouisme) de Varanasi (Bénarès). Les acteurs Adil Hussain et Lalit Behl tiennent les rôles principaux. Le film a reçu quatre nominations à la 63e Filmfare Awards, dont celle du meilleur film des critiques.

## Synopsis
Daya, un homme de 77 ans, rêve qu'il est appelé à suivre un enfant dans un village abandonné. Il pense que son temps est terminé : il décide d'offrir en sacrifice un bovin, puis de se rendre aussitôt  dans la ville sainte de Bénarès pour y attendre le salut et la mort. 
La famille se compose de lui, veuf, de son fils Rajiv, de son épouse et de leur jeune fille sur le point de se soumettre à un mariage arrangé. Le fils n'apprécie pas de laisser son père partir seul, et encore moins d'avoir à dépenser. Il obtient une autorisation d'absence de son employeur, pour l'y accompagner.
Le père et le fils se rendent donc à Bénarès, en voiture partagée, et s'installent, avec beaucoup de réticence pour Rajiv, à l'hôtel du Salut, Mukti Bhavan, un hôtel réservé aux personnes souhaitant y vivre leur dernier séjour, en moyenne 10 à 15 jours. Le tenancier ne garde personne plus de deux semaines.
Rajiv est amené à s'occuper de son père : eau, lait, cuisine, lavage des vêtements, soins, massage, conversation, accompagnement... Son téléphone portable lui permet de rester en contact avec son entreprise, pour le pire.
Daya commence à s'épanouir, à revivre, à trouver un sens à sa vie, grâce à la communauté dans l'hôtel, et surtout grâce à une compagne de son âge qui réside là depuis 18 ans et la mort de son mari : la mort vient quand elle veut... Il suffit de modifier le nom du titulaire de la chambre.
Daya s'installe, et Rajiv dépérit, ou le risque s'il reste éloigné trop longtemps de son emploi et de sa demeure. Il fait venir épouse et fille pour un court séjour. Le grand-père et la jeune fille ont une relation toujours aussi saine.
L'éloignement de Rajiv devient problématique : sa fille refuse de se marier et accepte un emploi. Le rétablissement de Daya autorise ou impose le retour de Rajiv seul à la maison : « Je reviendrai, papa... »

## Distribution
- Adil Hussain : Rajiv
- Lalit Behl : Daya
- Geetanjali Kulkarni : Lata
- Palomi Ghosh : Sunita
- Navnindra Behl : Vimla

## Sortie
La première projection mondiale de Mukti Bhawan a eu lieu le 2 septembre 2016 à la 73e Mostra de Venise. Il est sorti en Inde le 7 avril 2017.

## Réception

### Critique indienne
Le film est unanimement acclamé par la critique.
Sur Rotten Tomatoes, Mukti Bhawan a une cote d'approbation de 100% sur la base de 15 avis, avec une note moyenne de 7,8 sur 10. Sur Metacritic, un autre examen agrégateur, le film a un score de 80 sur 100 basé sur 4 critiques, en indiquant "des critiques généralement favorables". Leslie Felperin de The Guardian a donné au film une cote de 4 étoiles sur 5 et a déclaré que, "Shubhashish Bhutiani réalise une comédie dramatique intelligente et émouvante sur un homme d'affaires forcé de se lancer dans un dernier voyage avec son père". David Parkinson de l'Empire accorde au film une cote de 4 étoiles sur 5 : "Tourné avec un budget modeste, avec un sens subtil de la place et le rythme, ce film marque de très beaux débuts pour un jeune réalisateur, en considérant la mortalité avec une compassion très rare".
Rajeev Masand donne au film une cote de 4 étoiles sur 5 : "Mukti Bhawan est autant une célébration de la vie, avec toute sa complexité et ses paradoxes qu'une méditation sur les dures réalités de vieillir et de mourir. Il est à la fois poignant et édifiant. Bien tourné et d'un rythme bien langoureux, Bhutiani offre une force d'évocation de ce drame. C'est l'un des meilleurs films de cette année." Raja Sen de NDTV accorde au film une note de 4,5 étoiles sur 5 : « La compagnie et la clarté peuvent se rencontrer sans qu'on les recherche, ainsi, quand un comptable travaille à l'apprentissage de la cuisine, ou quand le fait d'assister en groupe à un feuilleton télévisuel est une assistance. Quelque part au milieu de ce magnifique film contemplatif, vient la plus grande leçon de tous : un adieu parfait et poétique n'a pas à attendre la fin. ». Shubhra Gupta de L'Indian Express donne au film une note de 3.5 étoiles sur 5 : « Il y a beaucoup à dire sur Mukti Bhawan. Il traite avec sensibilité des thèmes qui sont soit ignorés soit traités au cinéma avec sensiblerie et lourdeur. Bhutiani supprime la férocité et la remplace par l'acceptation de la destination finale. C'est un réalisateur à surveiller. »
Nihit Ai de The Times of India donne au film une note de 3.5 étoiles sur 5 : « Bhutiani a réuni une sélection stellaire de grands noms des favoris du théâtre et de l'indie-film. Behl et Hussain sont attachants comme le duo père-fils, frustrés par et friands de l'autre simultanément. L'intrigue est trop étriquée et son rythme langoureux, le film finalement semble un peu indulgent. L'exposition est trop lente, trop contemplative. Mais la prétention des personnages et l'humour en font un délicieux spectacle ». Sukanya Verma de Rediff donne au film une cote de 4 étoiles sur 5 : « Mukti Bhawan est un travail d'une profondeur stupéfiante et d'une vision sublime ».

## Distinctions
| Date de la cérémonie     | Prix                                                       | Catégorie                              | Destinataire(s)                                                                             | Résultat | Réf.   |
| ------------------------ | ---------------------------------------------------------- | -------------------------------------- | ------------------------------------------------------------------------------------------- | -------- | ------ |
| 2016                     | Médaille Gandhi, Unesco (Paris) (?)                        | Meilleur film                          | Hotel Salvation                                                                             | Lauréat  | [ 21 ] |
| 2016                     | Mostra de Venise 2016 (?)                                  | Meilleur film                          | Hotel Salvation                                                                             | Lauréat  | [ 22 ] |
| 2016                     | New York Indian Film Festival (en)                         | Meilleur film                          | Hotel Salvation                                                                             | Lauréat  | [ 22 ] |
| 2016                     | Festival international du film de Busan (Corée du Sud) (?) | Asia Cinema Fund                       | Hotel Salvation                                                                             | Gagné    | [ 22 ] |
| 2017                     | Festival international des cinémas d'Asie de Vesoul 2017   | Prix de la critique                    | Hotel Salvation                                                                             | Gagné    | [ 22 ] |
| 2017                     | Indie Mème Festival (États-unis)                           | Prix du public                         | Hotel Salvation                                                                             | Gagné    | [ 22 ] |
| 2017                     | Stuttgart Indian Film Festival (Allemagne)                 | Prix du public                         | Hotel Salvation                                                                             | Gagné    | [ 22 ] |
| 2017                     | MOOOV Festival (Belgique)                                  | Derrière les coulisses                 | Hotel Salvation                                                                             | Gagné    | [ 22 ] |
| 2017                     | Festival international des cinémas d'Asie de Vesoul 2017   | Prix du jury                           | Hotel Salvation                                                                             | Nommé    | [ 22 ] |
| 2017                     | DC South Asian Film Festival (États-Unis)                  | Meilleur acteur                        | Adil Hussain                                                                                | Gagné    | [ 22 ] |
| 2017                     | Festival du film de Jagran (en)                            | Meilleur Acteur (mention spéciale)     | Adil Hussain                                                                                | Gagné    | [ 22 ] |
| 2017                     | Festival du film de Jagran (en)                            | Meilleur réalisateur                   | Shubhashish Bhutiani                                                                        | Gagné    | [ 22 ] |
| 3 mars 2017              | National Film Awards (Inde)                                | Mention spéciale                       | Réalisateur : Shubhashish Bhutiani, producteur: Tapis Rouge Des Images En Mouvement[Quoi ?] | Gagné    | [ 27 ] |
| 3 mars 2017              | National Film Awards (Inde)                                | Mention spéciale                       | Adil Hussain                                                                                | Gagné    | [ 27 ] |
| Du 15 au 18 janvier 2018 | Festival international du film du Rajasthan                | Meilleur film                          | Mukti Bhawan                                                                                | Gagné    |        |
| Du 15 au 18 janvier 2018 | Festival international du film du Rajasthan                | Meilleur acteur                        | Adil Hussain                                                                                | Gagné    |        |
| Du 15 au 18 janvier 2018 | Festival international du film du Rajasthan                | Meilleur réalisateur                   | Shubhashish Bhutiani                                                                        | Gagné    |        |
| 16 janvier 2018          | Prix Les Films de l'Inde en Ligne                          | Meilleur scénario original             | Shubhashish Bhutiani                                                                        | Gagné    | [ 30 ] |
| 16 janvier 2018          | Prix Les Films de l'Inde en Ligne                          | Meilleur réalisateur                   | Shubhashish Bhutiani                                                                        | Nommé    | [ 30 ] |
| 16 janvier 2018          | Prix Les Films de l'Inde en Ligne                          | Mention spéciale                       | Adil Hussain                                                                                | Gagné    | [ 30 ] |
| 16 janvier 2018          | Prix Les Films de l'Inde en Ligne                          | Meilleur film                          | Mukti Bhawan                                                                                | Nommé    | [ 30 ] |
| 16 janvier 2018          | Prix Les Films de l'Inde en Ligne                          | Meilleur acteur dans un rôle principal | Lalit Behl                                                                                  | Nommé    | [ 30 ] |
| 20 janvier 2018          | Filmfare Awards                                            | Meilleur scénario                      | Shubhashish Bhutiani                                                                        | Gagné    | [ 31 ] |
| 20 janvier 2018          | Filmfare Awards                                            | Meilleure histoire                     | Shubhashish Bhutiani                                                                        | Nommé    | [ 32 ] |
| 20 janvier 2018          | Filmfare Awards                                            | Meilleur score historique              | Tajdar Junaid                                                                               | Nommé    | [ 32 ] |
| 20 janvier 2018          | Filmfare Awards                                            | Meilleur film des critiques            | Mukti Bhawan                                                                                | Nommé    | [ 32 ] |
| 6 mars 2018              | Prix cinématographique des journalistes de Bollywood       | Meilleure histoire originale           | Shubhashish Bhutiani                                                                        | Gagné    | [ 34 ] |
| 6 mars 2018              | Prix cinématographique des journalistes de Bollywood       | Meilleur scénario                      | Shubhashish Bhutiani                                                                        | Gagné    | [ 34 ] |
| 20 mars 2018             | Prix cinématographique Reel Movie 2018                     | Meilleur scénario                      | Shubhashish Bhutiani                                                                        | Gagné    | [ 36 ] |
| 20 mars 2018             | Prix cinématographique Reel Movie 2018                     | Meilleur réalisateur                   | Shubhashish Bhutiani                                                                        | Nommé    | [ 37 ] |
| 20 mars 2018             | Prix cinématographique Reel Movie 2018                     | Meilleur film                          | Mukti Bhawan                                                                                | Gagné    | [ 37 ] |
| 20 mars 2018             | Prix cinématographique Reel Movie 2018                     | Meilleur acteur                        | Adil Hussain                                                                                | Nommé    | [ 37 ] |
| 20 mars 2018             | Prix cinématographique Reel Movie 2018                     | Meilleur acteur dans un second rôle    | Lalit Behl                                                                                  | Nommé    | [ 37 ] |
| 20 mars 2018             | Prix cinématographique Reel Movie 2018                     | Meilleure cinématographie [Quoi ?]     | Michael McSweeney, David Huwiler                                                            | Nommé    |        |
| 20 mars 2018             | Prix cinématographique Reel Movie 2018                     | Meilleur montage                       | Manas Mittal                                                                                | Nommé    |        |